# Марк Форстер (режисер)
Марк Форстер (нім. Marc Forster, нар. 30 листопада 1969) — німецько-швейцарський кіно- й телережисер. Найвідоміший як режисер художніх фільмів «Бал монстрів», «Чарівна країна», «Персонаж», «Квант милосердя», «Всесвітня війна Z» та «Крістофер Робін». Номінант премій BAFTA, «Золотий глобус» та «Незалежний дух».

## Біографія
Марк Форстер виріс у місті Іллертіссен, земля Баварія, у родині німецького лікаря та власника фармацевтичної компанії та швейцарської архітекторки. Відчуваючи небезпеку з боку RAF, пов'язану з високим соціальним становищем, сім'я, коли Форстеру було дев'ять років, емігрувала на батьківщину матері — до Давоса у Швейцарії, де Марк провів свої юнацькі роки. Разом із братом Петером він навчався протягом шести років в Цугерберзі в Інституті Монтана, щоб отримати атестат зрілості (Matura).
У 14 років Форстер вирішив стати кінорежисером, хоча його родина, а особливо батько, хотіли, щоб Марк оберав академічну діяльність. 1990 року Форстер переїхав до Нью-Йорка, США та вступив до Школи мистецтв Тіша Нью-Йоркського університету, де зняв кілька документальних фільмів.
У червні 2008 року Форстер отримав швейцарське громадянство та був проголошений почесним громадянином Давоса.

## Кар'єра
1995 року Марк Форстер переїхав до Голлівуду та зняв експериментальний малобюджетний фільм за 10 000 дол. США під назвою «Loungers», що отримав Приз глядацьких симпатій на кінофестивалі Slamdance. Першим повнометражним фільмом Форстера була психологічна драма «Everything Put Together» (2000), номінована на Гран-прі журі на тому ж кінофестивалі.
Проривом Форстера в кінематографі став фільм «Бал монстрів» (2001), у якому він зняв Геллі Беррі в її оскароносній ролі дружини чоловіка, засудженого до страти. У фільмі також знялися Біллі Боб Торнтон, Гіт Леджер, Пітер Бойл та Шон Комбс. Наступним фільмом Форстера став «Чарівна країна» (2004), заснований на житті письменника Джеймса Метью Баррі. Фільм був номінований на п'ять премій «Золотий глобус» і сім премій «Оскар», включно з номінацією «Найкращий фільм». Форстер також мав номінації за режисуру на премії BAFTA, Гільдії режисерів Америки та «Золотий глобус».
Наступний фільм — трилер «Залишайся» (2005), з Юеном Макгрегором і Наомі Воттс у головних ролях, зібрав лише 8 млн доларів у США за орієнтовного бюджету 50 млн. «Персонаж» (2006), сюрреалістична романтична комедія з Віллом Ферреллом, режисером якої став Форстер, мала успіх — фільм зібрав 54 млн доларів у світі та приніс Ферреллу номінацію на «Золотий глобус» за найкращу чоловічу роль у комедійному або музичному фільмі.

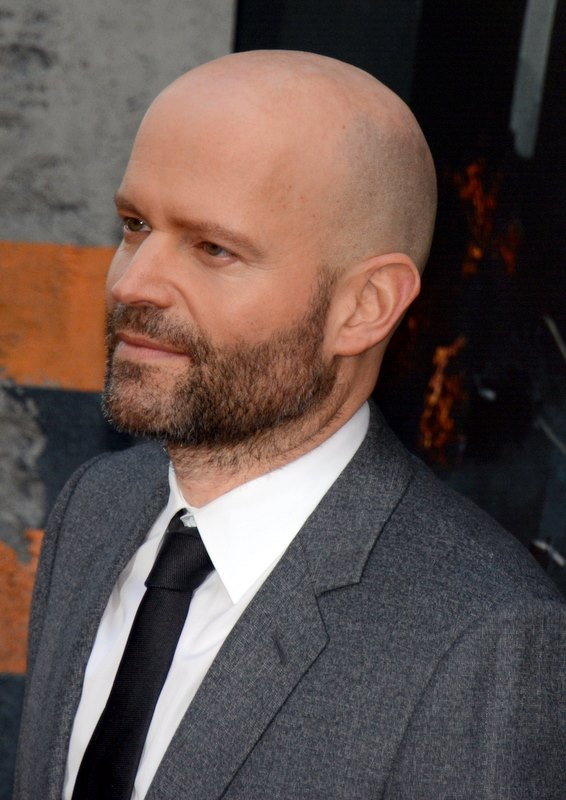
Марк Форстер під час промоції «Всесвітньої війни Z» на Каннському кінофестивалі

Далі Форстер зняв екранізацію бестселера Халеда Госсейні «Ловець повітряних зміїв» (2007) за сценарієм Девіда Беніоффа та за участю британського актора-дебютанта Халіда Абдалли. Фільм розповідає про афгано-американця, який повертається до своєї країни, спустошеної війною, щоб урятувати сина свого колишнього найкращого друга. Фільм вийшов 14 грудня 2007 року та зібрав 73 млн доларів у світовому прокаті. Він також отримав номінацію на премію «Золотий глобус» у категорії «Найкращий фільм іноземною мовою» та номінацію BAFTA в категорії «Фільм не англійською мовою».
2 січня 2008 року почалися знімання 22-го фільму про Джеймса Бонда — «Квант милосердя», режисером якого став Марк Форстер. Це зробило його наймолодшим режисером в історії бондіани після попереднього рекорду, встановленого Гаєм Гамільтоном, якому був 41 рік, коли він зняв «Голдфінгер» (1964). «Квант милосердя» вийшов на екрани у Великій Британії 31 жовтня 2008 року. Фільм став одним із найкасовіших в історії франшизи про Бонда та зібрав у світовому прокаті понад 586 млн доларів.
Форстер зняв екранізацію роману «Всесвітня війна Z» з Бредом Піттом у головній ролі, про що Paramount оголосила на фестивалі San Diego Comic-Con у 2010 році. Фільм вийшов у прокат 21 червня 2013 року, зібравши у перший вікенд понад 66 млн доларів, а загалом у світі — понад 540 млн. Фільм був найкасовішим фільмів у кар'єрі Бреда Пітта до 2025 року (коли вийшов «F1» і зібрав понад 560 млн доларів) та залишається найуспішнішим зомбі-фільмом усіх часів.
2016 року вийшов фільм «Бачу лише тебе», який Марк Форстер зняв за власним сценарієм. Це візуально орієнтована драму про сліпу жінку (Блейк Лайвлі) та її чоловіка (Джейсон Кларк), які після відновлення її зору починають відкривати раніше непомічені та тривожні подробиці про себе та свій шлюб. У листопаді того ж року Walt Disney Pictures оголосила, що Форстер зніме ігрову екранізацію «Вінні Пуху», що отримала назву «Крістофер Робін». Світова прем'єра фільму відбулася 30 липня 2018 року, у кінотеатрах — 3 серпня.
У червні 2018 року Форстер разом з Віллом Смітом придбав німецьку дистриб'юторську компанію Telepool.
У жовтні 2020 року компанія Mattel оголосила, що Марк Форстер буде режисером і продюсером ігрового анімаційного фільму «Томас і друзі», заснованого на однойменній франшизі. Робота над фільмом усе ще ведеться. З 2020 року Форстер також працював над воєнною драмою «Білий птах» — приквелом і спін-офом фільму «Диво» (2017). Із 2022 року прем'єра стрічки відкладалася декілька разів і врешті відбулася 4 січня 2024 року в Італії, Словенії та Хорватії, та 4 жовтня в США.
У січні 2022 року було оголошено, що Форстер знову співпрацюватиме зі сценаристом Девідом Мегі, цього разу над фільмом «Чоловік на ім'я Отто» з Томом Генксом у головній ролі — англомовним ремейком шведського фільму «Людина на ім'я Уве». Зйомки почалися у лютому 2022 року в Піттсбурзі. Sony Pictures придбала у грудні 2022 року права на світовий прокат фільму на європейському кіноринку за 60 млн доларів, що стало найвищою сумою, коли-небудь сплаченою там за фільм, для релізу у кінотеатрах.
У липні 2022 року Марка Форстера оголосили режисером екранізації фантастичного роману Ніла Геймана «Книга кладовища» для Walt Disney Pictures у співпраці з Рене Вулф і Беном Браунінгом. 2024 року компанія призупинила екранізацію книги через звинувачення Геймана у сексуальному насильстві та домаганнях щодо п'яти жінок.
У травні 2025 року стало відомо, що Форстер працює над новим фільмом — «Anxious People» — за сценарієм Девіда Мегі. Події розгортаються напередодні Різдва: інвестиційна банкірка (Анджеліна Джолі) відвідує відкритий показ будинку, який несподівано перетворюється на місце захоплення заручників. Випадкова грабіжниця (Еймі Лоу Вуд) тримає групу незнайомців, і ситуація швидко набуває рис хаосу.

## Фільмографія

### Кіно
| Рік  | Назва                   | Режисер | Продюсер   | Сценарист |
| ---- | ----------------------- | ------- | ---------- | --------- |
| 1995 | Loungers                | Так     | Ні         | Так       |
| 2000 | Everything Put Together | Так     | Ні         | Так       |
| 2001 | Бал монстрів            | Так     | Ні         | Ні        |
| 2004 | Чарівна країна          | Так     | Ні         | Ні        |
| 2005 | Залишайся               | Так     | Ні         | Ні        |
| 2005 | Sueño                   | Ні      | Так        | Ні        |
| 2006 | Персонаж                | Так     | Ні         | Ні        |
| 2007 | Ловець повітряних зміїв | Так     | Ні         | Ні        |
| 2008 | Квант милосердя         | Так     | Ні         | Ні        |
| 2011 | Проповідник з кулеметом | Так     | Так        | Ні        |
| 2012 | Роз'єднання             | Ні      | Виконавчий | Ні        |
| 2013 | Всесвітня війна Z       | Так     | Виконавчий | Ні        |
| 2016 | Бачу лише тебе          | Так     | Так        | Так       |
| 2018 | Крістофер Робін         | Так     | Ні         | Ні        |
| 2018 | Come Sunday             | Ні      | Виконавчий | Ні        |
| 2019 | Мій пес Дурбес          | Ні      | Виконавчий | Ні        |
| 2022 | Чоловік на ім'я Отто    | Так     | Виконавчий | Ні        |
| 2024 | Білий птах              | Так     | Ні         | Ні        |
| TBA  | Томас і друзі           | Так     | Так        | Ні        |
| TBA  | Anxious People          | Так     | Ні         | Ні        |

### Короткометражні фільми
| Рік  | Назва                     | Режисер | Продюсер | Сценарист |
| ---- | ------------------------- | ------- | -------- | --------- |
| 2009 | LX Forty                  | Так     | Так      | Так       |
| 2017 | The Receipt: Lost & Found | Так     | Ні       | Ні        |

### Телебачення
| Рік       | Назва       | Режисер         | Продюсер          |
| --------- | ----------- | --------------- | ----------------- |
| 2014–2017 | Hand of God | Так (2 епізоди) | Так (20 епізодів) |

## Нагороди
| Фільм                   | Нагорода                                                  | Результат |
| ----------------------- | --------------------------------------------------------- | --------- |
| Everything Put Together | Independent Spirit у номінації «Заслуговує на увагу»      | Перемога  |
| Чарівна країна          | Премія BAFTA за найкращу режисуру                         | Номінація |
| Чарівна країна          | Премія «Золотий глобус» за найкращого режисера            | Номінація |
| Чарівна країна          | DGA за видатні режисерські досягнення у художньому фільмі | Номінація |
| Чарівна країна          | Премія «Вибір критиків» за найкращого режисера            | Номінація |